# Глинки (Щорський район)
Глинки (Хабатів, рос. Глинки, пол. Hlinki, Glinki, Chabotów) — колишнє село у Любарсько-Гутянській сільській раді Щорського району Житомирської області Української РСР.

## Населення
Наприкінці 19 століття в поселенні налічувалося 126 мешканців, дворів — 24, у 1906 році — 42 мешканці, дворів — 7, у 1923 році — 231 особа, дворів — 52.

## Історія
Наприкінці 19 століття — хутір Рогачівської волості Новоград-Волинського повіту Волинської губернії, за 40 верст (44 км) від Новограда-Волинського.
У 1906 році — хутір Рогачівської волості (3-го стану) Новоград-Волинського повіту Волинської губернії. Відстань до повітового центру, м. Новоград-Волинський, становила 35 верст, до волосного центру містечка Рогачів — 16 верст. Поштове відділення — Рогачів.
У 1923 році — сільце, включене до складу новоствореної Любарсько-Гутянської сільської ради, яка 7 березня 1923 року увійшла до складу новоутвореного Баранівського району Житомирської (згодом — Волинська) округи. Розміщувалося за 18 верст від районного центру с. Баранівка та за 2 версти від центру сільської ради с. Любарська Гута. 1 вересня 1925 року, в складі сільської ради, передане до новоствореного Довбишського (згодом — Мархлевський) району, 17 жовтня 1935 року повернуте до складу Баранівського району Київської області, 14 травня 1939 року — до складу відновленого Щорського (раніше — Мархлевський) району Житомирської області.
Виключене з обліку населених пунктів до 1 жовтня 1941 року.